# Ole Wegger
Ole Abrahamsen Wegger (* 3. Dezember 1859 in Nedre Vegger, Andebu; † 25. Januar 1936 in Sandefjord) war ein norwegischer Schiffbauingenieur, Werftdirektor und Storting-Abgeordneter. Er war 39 Jahre lang, von 1893 bis 1932, Direktor der norwegischen Werft Framnæs Mekaniske Værksted in Sandefjord.

## Leben

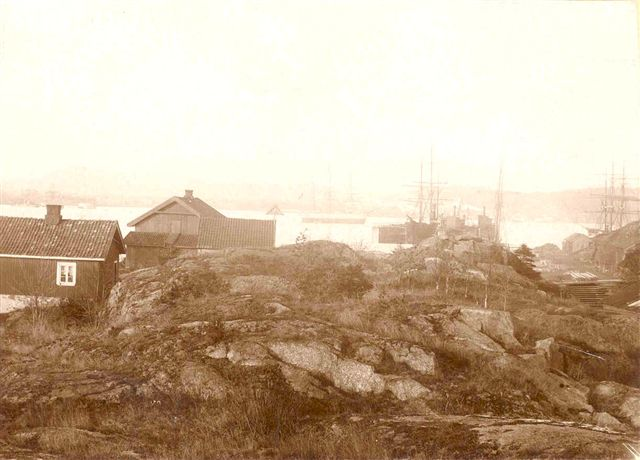
Framnæs Mekaniske Værksted, 1892

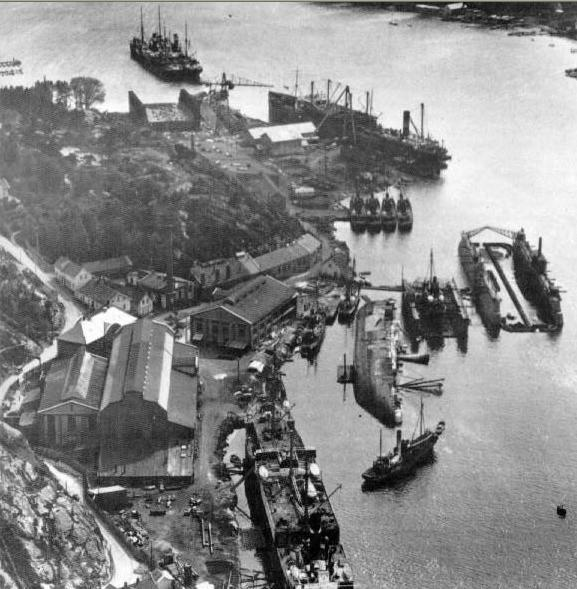
Framnæs Mekaniske Værksted, 1930

Wegger war ein Sohn des Landwirts und Lehrers Abraham Christensen Wegger (1825–1893) und dessen Frau Karen Marie Olsdatter Lærskal (1832–1865). Er war technisch interessiert und studierte 1881–1882, nach dreijähriger Fachausbildung, an der Technischen Schule Horten 1883 reiste er in die USA und arbeitete dort bis 1884 in den Florence Iron Works in Florence (Wisconsin), einem Zweigwerk der Marinette Iron Works.
Nach seiner Rückkehr nach Norwegen wurde er im Februar 1885 Leiter des Konstruktionsbüros bei der Framnæs Skipverft des Unternehmers Christen Christensen in Sandefjord, aus der 1892 durch Fusionen mit anderen von Christensen erworbenen Firmen die Framnæs mek Værksted wurde. Wegger wurde schon 1893 deren Manager bzw. Direktor und blieb es auch, als die Firma 1898 in eine Aktiengesellschaft umgewandelt wurde. Erst am 31. August 1932 zog er sich zurück.
1918 wurde er im Wahlkreis Sandarherred der Provinz Vestfold für die Høyre (Konservativen) in das norwegische Parlament (Storting) gewählt, dem er 1919 bis 1921 angehörte.
Er war lange Jahre in der Kommunalpolitik seines Heimatkreises Sandarherred aktiv, war Vorsitzender des Verbands der Schiffbauer und Mitglied des Aufsichtsrats oder der Direktion einer Anzahl von Industrieunternehmen, Banken und Reedereien.

## Familie
Er war zweimal verheiratet. Aus seiner ersten Ehe mit Olava Andrine Eriksdatter geb. Kleppanmoen (7. April 1862; † 20. Dezember 1889) stammten Zwillingstöchter:
- Marie (* 9. Oktober 1888)
- Dorothea (* 9. Oktober 1888)

Nach dem Tod seiner ersten Frau heiratete er Olette Karense Martinsdatter geb. Lie (* 4. Februar 1864; † 10. Januar 1935). Dieser Ehe entstammten sechs Kinder:
- Olaf (* 20. Dezember 1892; † nach 1910)
- Arnt (* 22. Juli 1894; † 12. Juli 1895)
- Arnt (* 22. Juli 1896; † 25. März 1972)
- Ellen (* 1897; † 1898)
- Morten (* 9. April 1900; † 17. November 1952)
- Ellen (* 28. Februar 1903; † 26. Januar 1988)

## Ehrungen
- In Sandefjord ist eine Straße nach ihm benannt.
- Der 1928 zum norwegischen Walfangmutterschiff umgebaute britische Öltanker San Lorenzo wurde ihm zu Ehren in Ole Wegger umbenannt.
- Der 305 m hohe Wegger Peak am Ostrand der Admiralty Bay auf King George Island in den Südlichen Shetlandinseln ist ebenfalls nach ihm benannt.[8]